# كيلي هيل
كيلي هيل (بالإنجليزية: Kelli Hill)‏ هي لاعبة جمباز فني أمريكية، ولدت في 1960 في سيلفر سبرينغ في الولايات المتحدة.